# グライダー銃

グライダー銃

グライダー銃 (glider gun) とは、ライフゲームにおける繁殖型のパターンのひとつで、「グライダー」を永遠に打ち出し続ける。広義にはそのような、グライダーを打ち出し続けるパターンの総称である。さらに広義には、ライフゲームおよびセル・オートマトンにおいて一般に、広義の宇宙船を、自身は移動せずに、永遠にくりかえし打ち出し続ける物体を銃と呼ぶ。
2つのシャトルが2つのブロックに挟まれた配置を取る。シャトル同士は中央で干渉し、30単位時間ごとにグライダーを発射しながら際限なく成長する。この物体が自然にできる可能性は限りなく0に近いが、エデンの園配置ではないので生成する可能性はある（後述）。

## 歴史
ライフゲームの創始者コンウェイは1970年、「無限に成長し続けるパターンを見つけるか、そのような物体は存在しないという証明をした人に50ドルの賞金をかける」ことを発表した。これに応えてゴスパー (R.William Gosper,Jr.) 、エイプリル (Robert April) 、ビーラー (Michael Beeler) 、ハウエル (Richard Howell) 、シュレッペル (Rich Schrroeppel) 、スペーシナー (Michael Speciner) たちMITのグループのメンバーはグライダーを無限に発射するパターンを探索し、このグライダー銃を発見した。
また、このMITのグループはグライダー13機のみをぶつけることでグライダー銃を作れることも発見した。
コンウェイは、無限に増殖するパターンが、存在する場合について3つのタイプを想定しており、そのうちの1つめが「銃」であった。したがって命名者はコンウェイであると言える。2つめは、本体が移動しながら、移動しない物体を残す、シュシュポッポ列車である。3つめは本体が動きながら、移動物体を打ち出すというものである（前2つは、どちらもこの3つめのパターンのバリエーションだと言えなくもない）。なおほぼ自明だが、本体も増える物体も移動しない、という無限に増殖するパターンはありえない。

## 生成
上述したグライダー13機による生成をあげる。
ここの内で
の部分が池になり、そこにもう一機のグライダーが飛び込み、船ができる。その後、さらにもう一機のグライダーが衝突し、シャトルができる。
また、
の部分は、ブロックになり、シャトルの生成した蜂の巣と干渉し、蜂の巣を破壊するためにある（ないとシャトルと干渉し、壊れてしまう）。
あと、下のほうにあるグライダーは、右のシャトルがつくったが、未だ左のシャトルが完成していないために干渉しない蜂の巣を破壊するためにある。
このあと67単位時間後にグライダー銃が完成し、92単位時間後に最初のグライダーが完成し、その後30単位時間ごとにグライダーが発射される。

## 新しい銃
新しい銃 (New Gun) は、ゴスパーらによって考案されたもう一つのグライダー銃である。これは、2組のヘプトミノのペアを干渉させることにより、46単位時間ごとにグライダーを発射する。このパターンを3つ配置することで中量級宇宙船を作成し続ける中量級宇宙船工場というパターンがある。

## その他

2方向に発射するもの

ゴスパーによりグライダー銃が発見されて以降、多くの人によりグライダーを造り続けるパターンが発見されている。
中には右の図のように2方向にグライダーを射出（4方向に射出するガンスターと呼ばれるパターンもある）するタイプや、グライダーを射出し続けながら自らも移動するパターン (Space Rake：宇宙の熊手と呼ばれる)も発見されている。
下記に示すパターンは2000年、David Eppsteinにより発見されたグライダー銃のパターンで、2008年3月現在見つかっているグライダー銃のパターンの中では最も短い間隔（22単位時間）でグライダーを生成する。